# Burg Neu-Leonroth
Die Ruine der Burg Neu-Leonroth, auch Neu-Leonrod oder Neu-Leonrode genannt, liegt im nördlichen Teil der Gemeinde Sankt Martin am Wöllmißberg in der Weststeiermark, über dem Gößnitzgraben. Die Geschichte der Burg reicht bis in die Wende vom 13. zum 14. Jahrhundert zurück. Im 17. Jahrhundert wurde sie dem Verfall preisgegeben.

## Standort
Die Ruine der Höhenburg steht auf einem von Sankt Martin am Wöllmissberg nach Nordosten herabstreichenden Höhenzug, am südlichen Rand des Gößnitzgrabens, an der um 1300 hierher verlegten Straße über die Pack. Sie befindet sich dort auf einem nach Nordosten und Südwesten orientierten, nach Süden und Südosten in Steilabfällen endenden Rücken, welcher in einem Winkel zwischen dem Gößnitzbach und dem Wöllmißbach liegt. Südwestlich, nördlich und nordöstlich der Burganlage befinden sich künstlich angelegte Gräben.

## Geschichte

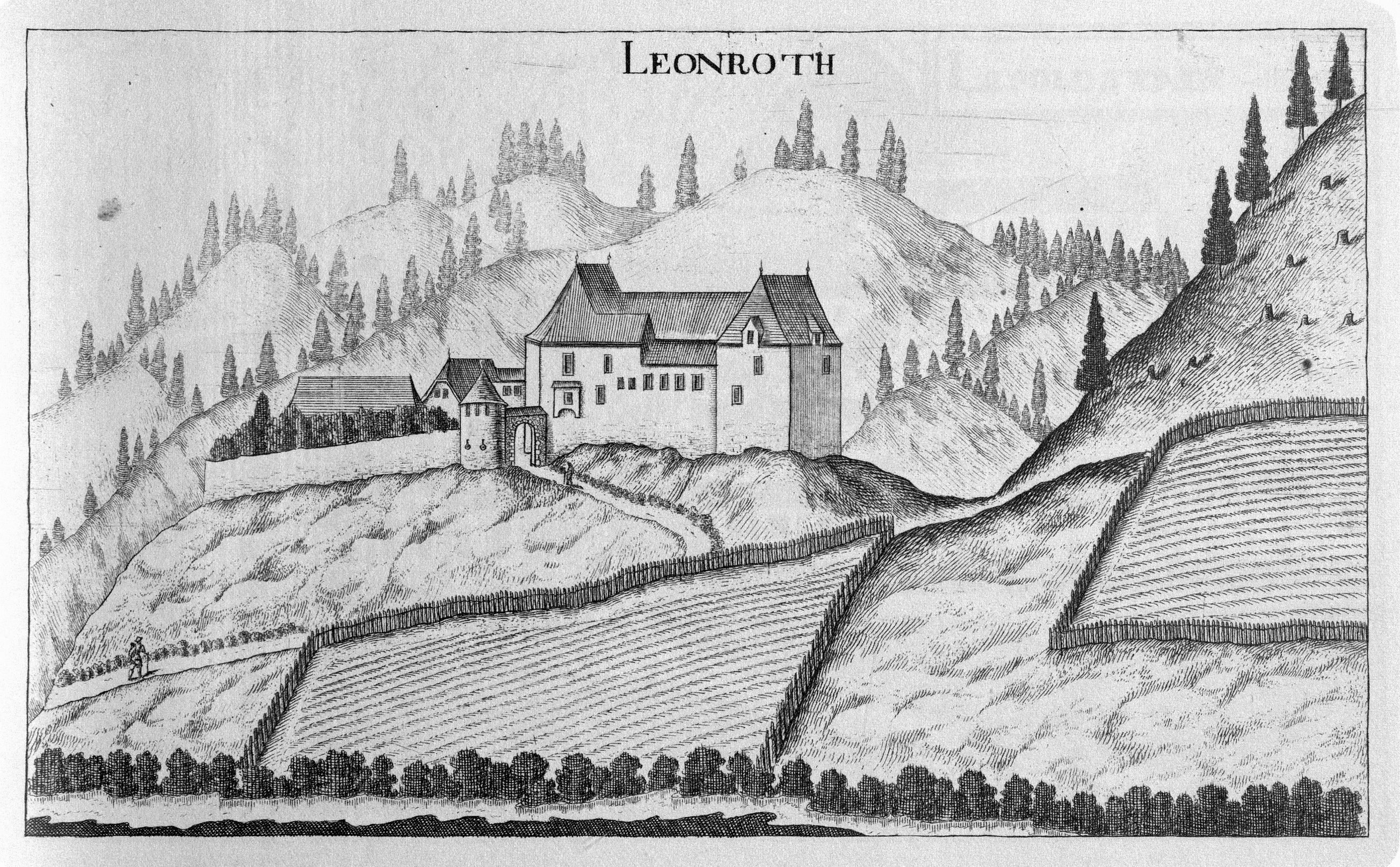
Kupferstich der Burg Neu-Leonroth aus Vischers Topographia Ducatus Styriae, 1681

Aufgrund der Urkundenlage lässt sich die Entstehungsgeschichte der Burg Neu-Leonroth nicht eindeutig von jener der Burg Alt-Leonroth trennen. Bei der 1218 urkundlich genannten und von den Herren von Krems-Leonrode erbauten Burg „Levnrode“ handelt es sich wahrscheinlich um Alt-Leonroth. Wann mit dem Burgbau am Standort der heutigen Burg Neu-Leonroth begonnen wurde, ist unbekannt. Es kommt jedoch die Zeit um 1300 in Frage, da damals die Straße auf die Pack in den Gößnitzgraben verlegt wurde. Die ältesten erhaltenen Mauerreste stammen aus der Wende vom 13. zum 14. Jahrhundert. Möglicherweise gab es bereits im 13. Jahrhundert etwas westlich der heutigen Anlage einen kleineren Vorgängerbau. In der Mitte des 14. Jahrhunderts gehörte Neu-Leonroth den Herren von Walsee, anschließend den Herren von Leibnitz. Entweder unter den Walseern oder unter den Leibnitzern wurde mit dem Ausbau der Burg begonnen. Georg Matthäus Vischer stellte im Jahr 1681 die noch intakte, aber vermutlich bereits verlassene Befestigung dar. Den Priestern des Stiftes St. Lambrecht wurde 1682 das Recht zuerkannt, in der bereits halb verfallenen Burgkapelle die Messe zu lesen.
Im Jahr 2004 kam es zu einer von H. Siegert durchgeführten Fundaufsammlung im Burggelände.

## Beschreibung
Die spätere Burg nahm vermutlich von einem westlich der heutigen Ruine gelegenen Wehrbau ihren Ausgang. Auf einem durch einen in den Felsen gehauenen Graben isolierten, abgeplatteten Felskopf befand sich vermutlich bereits im 13. Jahrhundert eine Befestigung.
Den ältesten, noch sichtbaren Teil der Burg Neu-Leonroth stellt die heute nur mehr teilweise erhaltene Ringmauer dar, welche als leicht verzogenes, längliches Rechteck mit Seitenlängen von rund 50 × 18 Meter den westlichen und am höchsten gelegenen Burgteil umschließt. Den westlichen Abschluss stellte der vermutlich zeitgleich mit der Mauer errichtete, dreigeschoßige Palas dar. Von diesem ist nur mehr die östliche Mauer mit sekundären Fensteröffnungen erhalten. Sowohl die Ringmauer als auch der Palas weisen ein lagerhaftes Bruchsteinmauerwerk auf, was auf eine Entstehung in der Zeit um 1300 schließen lässt.

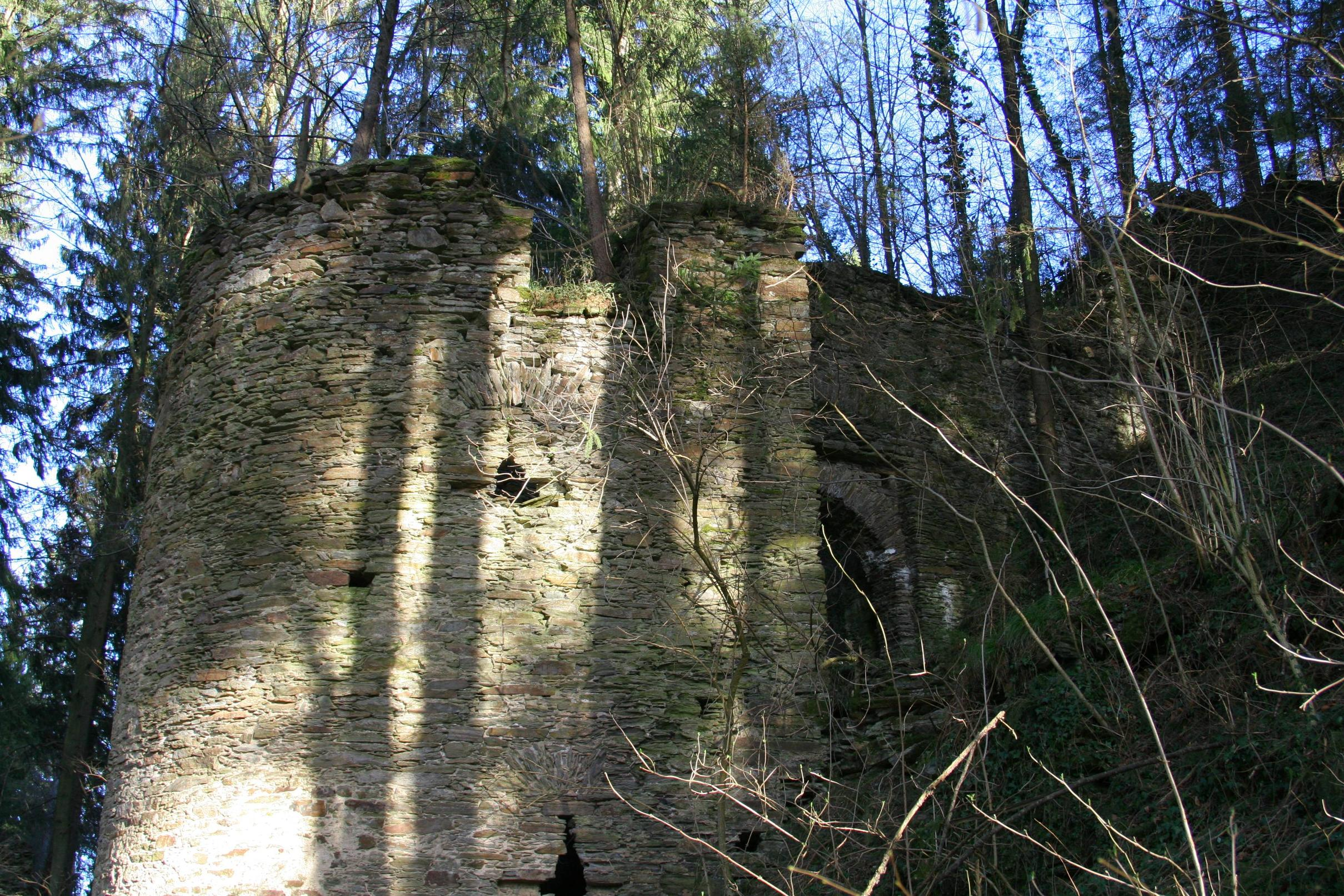
Torhaus

An die südliche und teilweise auch an die östliche Ringmauer wurde im 14. oder 15. Jahrhundert ein neuer Palas gebaut. Im westlichen Teil dieses Palas lag die heute noch erkennbare, nach Osten ausgerichtete Burgkapelle mit Dreiachtelschluss. Im Jahr 1990 wurden in der ehemals der heiligen Katharina geweihten Kapelle die Reste eines mit mineralischen Wasserfarben gemalten Freskos entdeckt. Der alte und neue Palas sowie die im Osten gelegene Torhalle umschlossen einen Burghof, in dessen westlichem Teil sich eine aus dem Felsen gehauene Zisterne befindet. Im nördlichen Teil des Hofes wurde in der spätesten Umbauphase der Burg ein Treppenhaus eingebaut. An dessen südwestlicher Gebäudeecke findet man heute noch Verputzreste mit stilisierter Quaderung aus der Zeit der Renaissance. Im 15. Jahrhundert wurde dem heute fast vollständig verfallenen inneren Tor gegen Osten eine schmale, steil ansteigende Torhalle mit Torturm vorgesetzt. Dieser weist ein unregelmäßiges und lagerhaftes Bruchsteinmauerwerk auf. Um den nordwestlich des Torbaues vorbeiführenden Aufweg zu schützen, besitzt die Mauer auf dieser Seite mehrere, in Schießnischen gelegte Senkmaulscharten auf. Hinter dem inneren Tor befindet sich auf der linken Seite ein teilweise freigelegter Raum, der zu einem heute nicht mehr erhaltenen, rechteckigen, zweistöckigen Bau mit Walmdach gehörte. Der Torbau wurde zur Zeit der Spätgotik durch ein zweites Tor verstärkt. Dieses Tor ist bis heute erhalten und wird von einem aus Steinplatten gefertigten Kreuzkappengewölbe überspannt.

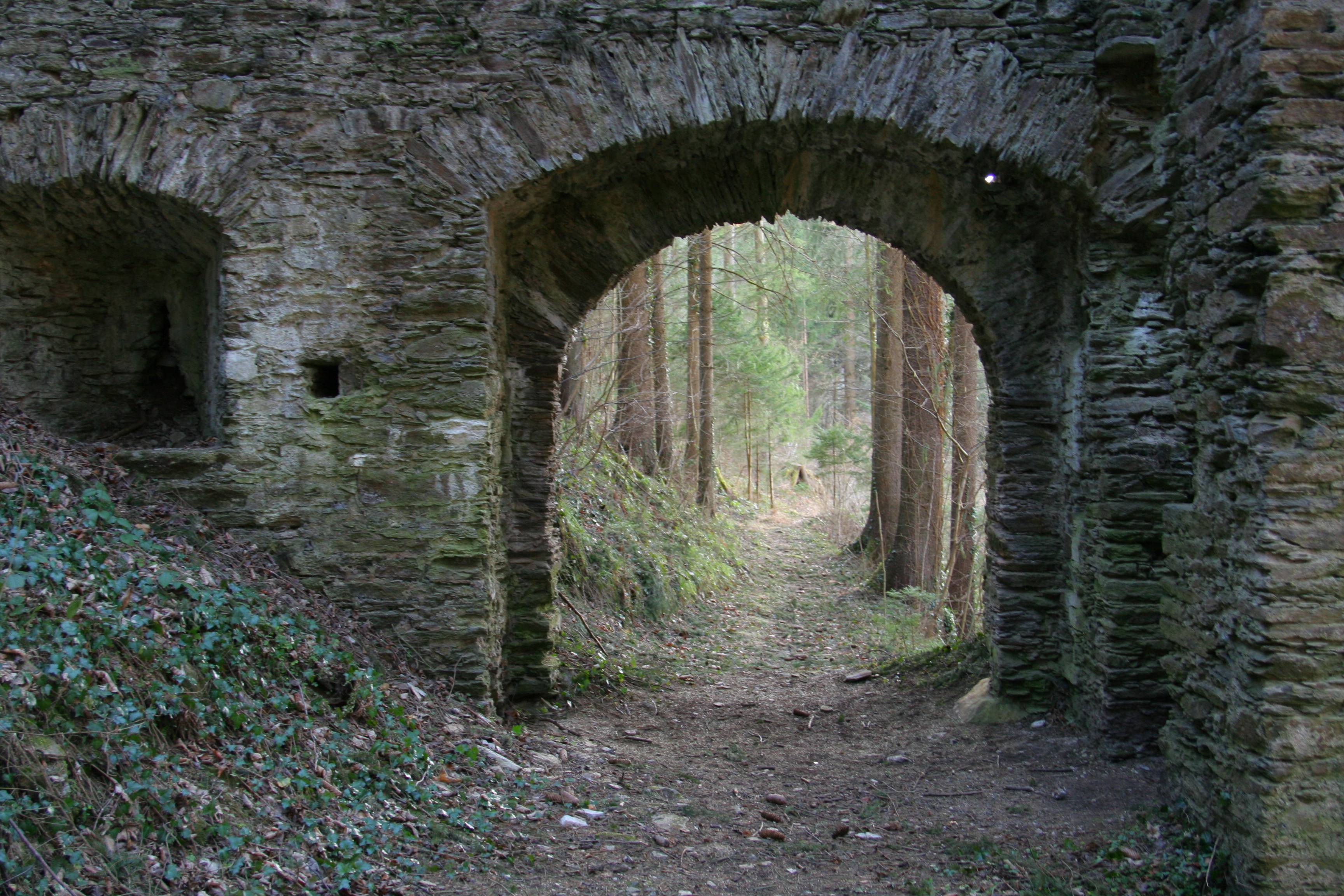
Torhaus innen

Im Norden, Osten sowie im Süden befinden sich, der Hauptburg vorgelagert, Wehranlagen aus dem 15. Jahrhundert. Diese weitläufigen Wehranlagen bestehen aus teilweise gemauerten Gräben und drei halbrunden Flankierungstürmen mit Schlüssel- und Maulscharten sowie Schießkammern. Die Flankierungstürme sind durch eine Ringmauer miteinander verbunden und bilden dadurch die nordöstlich der eigentlichen Burg gelegene, etwa 90 × 25 Meter große Vorburg. Sowohl Türme als auch Ringmauer zeigen ein kleinteiliges Bruchsteinmauerwerk. Der nordwestliche der Türme liegt unterhalb der Burg und ist durch eine Sperrmauer mit dieser verbunden. Das äußere Burgtor liegt zwischen dieser Sperrmauer und dem mächtigen, nordwestlichen Flankierungsturm. Am Burgtor sind noch die Blendnische für die Zugbrücke sowie die Löcher für die Riegelbalken erkennbar.